# 25. Division (Japanisches Kaiserreich)
Die 25. Division (jap. 第25師団, Dai-nijūgo Shidan) war eine Division des Kaiserlich Japanischen Heeres, die 1940 aufgestellt und 1945 aufgelöst wurde. Ihr Tsūshōgō-Code (militärischer Tarnname) war Land-Division (国兵団, Kuni-heidan).

## Geschichte der Einheit
Die 25. Division wurde am 10. Juli 1940 unter dem Kommando von Generalleutnant Kuwahara Shirō als Typ A „Verstärkte“ Division als Triangulare Division aufgestellt und bestand aus der 25. Infanterie-Brigade (14., 40. und 70. Regiment) sowie dem 75. Kavallerie-Regiment, der 25. Divisions-Gebirgsartillerie-Gruppe und dem 25. Pionier- und Transport-Regiment. Das Hauptquartier der ca. 15.000 Mann starken Division lag in Mudanjiang, Mandschurei und unterstand der 5. Armee (Kwantung-Armee).
Im März 1945 wurde die Division in Antizipation der erwarteten alliierten Landung nach Japan verlegt, wo sie der 16. Regionalarmee unterstand und, ohne in Kampfhandlungen verwickelt worden zu sein, im September 1945 aufgelöst wurde.

## Gliederung
Die 25. Division wurde als Typ A „Verstärkte“ Division als Triangulare Division wie folgt aufgestellt:
- 25. Infanterie-Divisions-Stab (90 Mann)
  - 25. Infanterie-Brigade Stab  (100 Mann)
    - 14. Infanterie-Regiment (3147 Mann)
    - 40. Infanterie-Regiment (3147 Mann)
    - 70. Infanterie-Regiment (3147 Mann)

  - 25. Divisions-Artillerie-Gruppen Stab (178 Mann)
    - 25. Gebirgsartillerie-Regiment Stab (265 Mann)
    - 1. Bataillon (6 × Typ 41 75-mm-Gebirgsgeschütz, 6 × 105-mm-Haubitzen (685 Mann))
    - 2. Bataillon (6 × Typ 41 75-mm-Gebirgsgeschütz, 6 × 105-mm-Haubitzen (685 Mann))
    - 3. Bataillon (6 × Typ 41 75-mm-Gebirgsgeschütz, 6 × 105-mm-Haubitzen (685 Mann))

  - 75. Kavallerie-Regiment (304 Mann)
  - 25. Signal-Einheit (178)
  - 25. Pionier-Regiment (401 Mann)
  - 25. Transport-Regiment (507 Mann)
  - 25. Sanitäts-Einheit (1101 Mann)
  - 25. Feldhospital (Zwei Feldhospitäler mit jeweils 236 Mann)
  - 25. Veterinär-Hospital (47 Mann)
  - 25. Versorgungs-Kompanie (185 Mann)
  - 25. Wasserversorgungs- und -aufbereitungs-Einheit (160 Mann)

Gesamtstärke: 15.484 Mann

## Führung
Divisionskommandeure
- Kuwahara Shiro, Generalleutnant:  10. Juli (1. August  ?) 1940 – 15. Oktober 1941
- Akashiba Yaezo, Generalleutnant: 15. Oktober 1941 – 29. Oktober 1943
- Kato Reiji, Generalleutnant: 29. Oktober 1943 – September 1945